# لقاح بیرونی
لقاح بیرونی یا تلاقی بیرونی (به انگلیسی: Out-crossing,Out-breeding) تکنیک تلاقی بین نژادهای مختلف است. این روش وارد کردن مواد ژنتیکی نامرتبط به یک لاین پرورشی است. این کار، تنوع ژنتیکی را افزایش می‌دهد و در نتیجه احتمال ابتلای فرد به بیماری یا ناهنجاری‌های ژنتیکی را کاهش می‌دهد.
باور بر این است که لقاح بیرونی در طبیعت یک «هنجار» است. لقاح بیرونی در گیاهان معمولاً با خودناسازگاری انجام می‌شود.
لقاح بیرونی در قارچ‌ها شامل همکامی بین سلول‌های هاپلوئید تولیدشده توسط افراد دیپلوئید جداگانه است.